# Torre Bombarda
La torre de la Bombarda és una torre defensiva del segle xvi que se situa en l'extrem nord de la serra Gelada, sobre un penya-segat, al costat del far de Punta Albir, a l'Alfàs del Pi. Té quatre metres d'alçària i servia per avisar dels freqüents atacs dels pirates barbarescs.
Tan sols en queda la sabata poligonal i la planta és un hexàgon irregular. Va ser construïda en maçoneria irregular feta amb morter de calç. Queden restes d'arrebossat pel que seria possible que hagués estat completament arrebossada. Sobre la sabata s'observa l'arrencada dels murs del cos de torre, ara és de planta quadrada, forma que va haver de tenir la part de l'estada.